# Gare de Metz-Ville
La gare de Metz-Ville, usuellement appelée gare de Metz, est une gare ferroviaire française, située à proximité du centre-ville de Metz, préfecture du département de la Moselle, en région Grand Est.
Construite durant la première annexion allemande de l'Alsace et de la Moselle (1871-1918), la gare est inaugurée en 1908 par la Direction générale impériale des chemins de fer d'Alsace-Lorraine ; elle remplace l'ancienne gare de Metz, mise en service en 1878. Le bâtiment voyageurs, pour ses façades et toitures (hors verrière), son salon d’honneur, le décor du buffet et son hall de départ, fait l’objet d’une inscription au titre des monuments historiques depuis le 15 janvier 1975.
C'est une gare de la Société nationale des chemins de fer français (SNCF), desservie par des TGV et des trains express régionaux.

## Situation ferroviaire

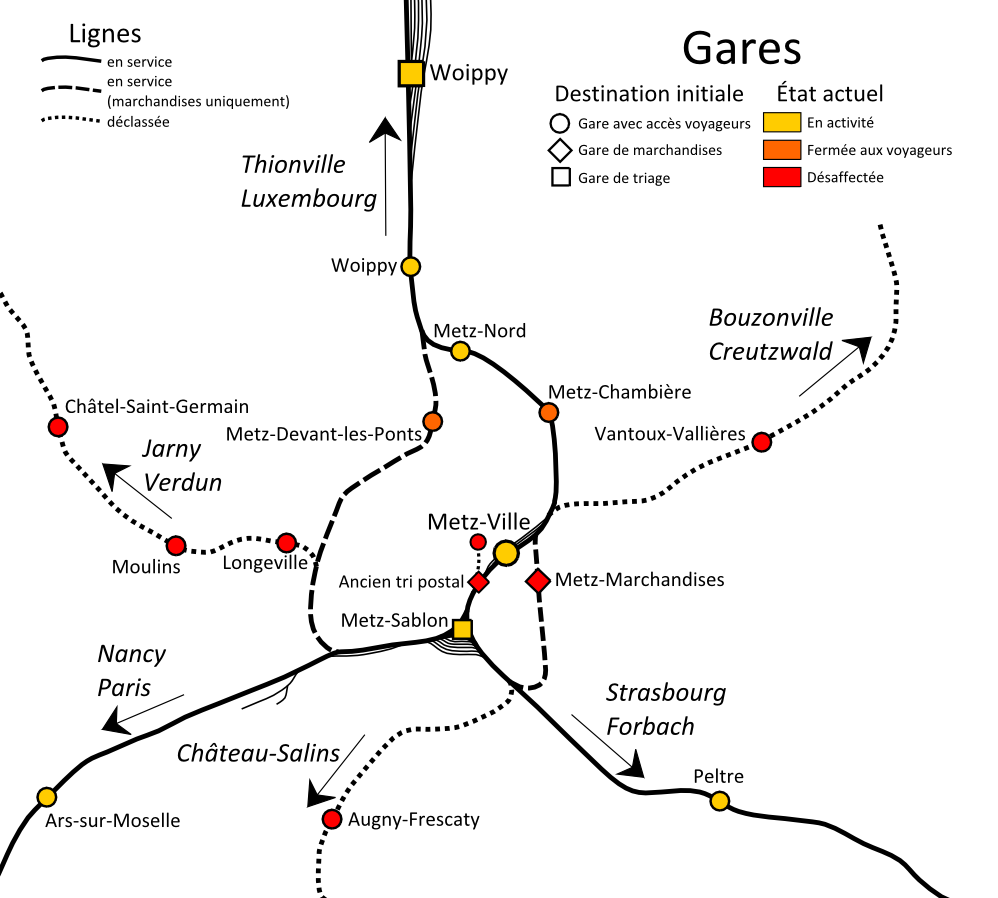
Plan du système ferroviaire de Metz.

Établie à 179 mètres d'altitude, la gare de Metz-Ville est le centre d’un important complexe ferroviaire. Elle est située au point kilométrique (PK) 353,700 de la ligne de Lérouville à Metz-Ville, au PK 154,320 de la ligne de Réding à Metz-Ville (les PK de cette ligne sont en fait comptés depuis Strasbourg) et constitue l'origine de la ligne de Metz-Ville à Zoufftgen.
Elle était également l'aboutissement, au PK 347,0, de la ligne de Conflans - Jarny à Metz-Ville, aujourd'hui déclassée et remplacée par la liaison indirecte de la ligne de Saint-Hilaire-au-Temple à Hagondange, et constituait l'origine de la ligne de Metz-Ville à la frontière allemande vers Überherrn, supprimée aux abords de Metz, et de la ligne de Metz-Ville à Château-Salins, déclassée en totalité.
Longueur utile des quais
| Nom du quai | Nom de la voie | Dimension     |
| ----------- | -------------- | ------------- |
| Quai 1      | Voie 1         | 395 m         |
| Quai 1      | Voie A         | environ 150 m |
| Quai 2 – 3  | Voie 2         | 393 m         |
| Quai 2 – 3  | Voie 3         | 391 m         |
| Quai 4 – 5  | Voie 4         | 238 m         |
| Quai 4 – 5  | Voie 5         | 238 m         |
| Quai 6 – 7  | Voie 6         | 387 m         |
| Quai 6 – 7  | Voie 7         | 384 m         |
| Quai 8 – 9  | Voie 8         | 383 m         |
| Quai 8 – 9  | Voie 9         | 385 m         |

## Histoire

### Contexte de création

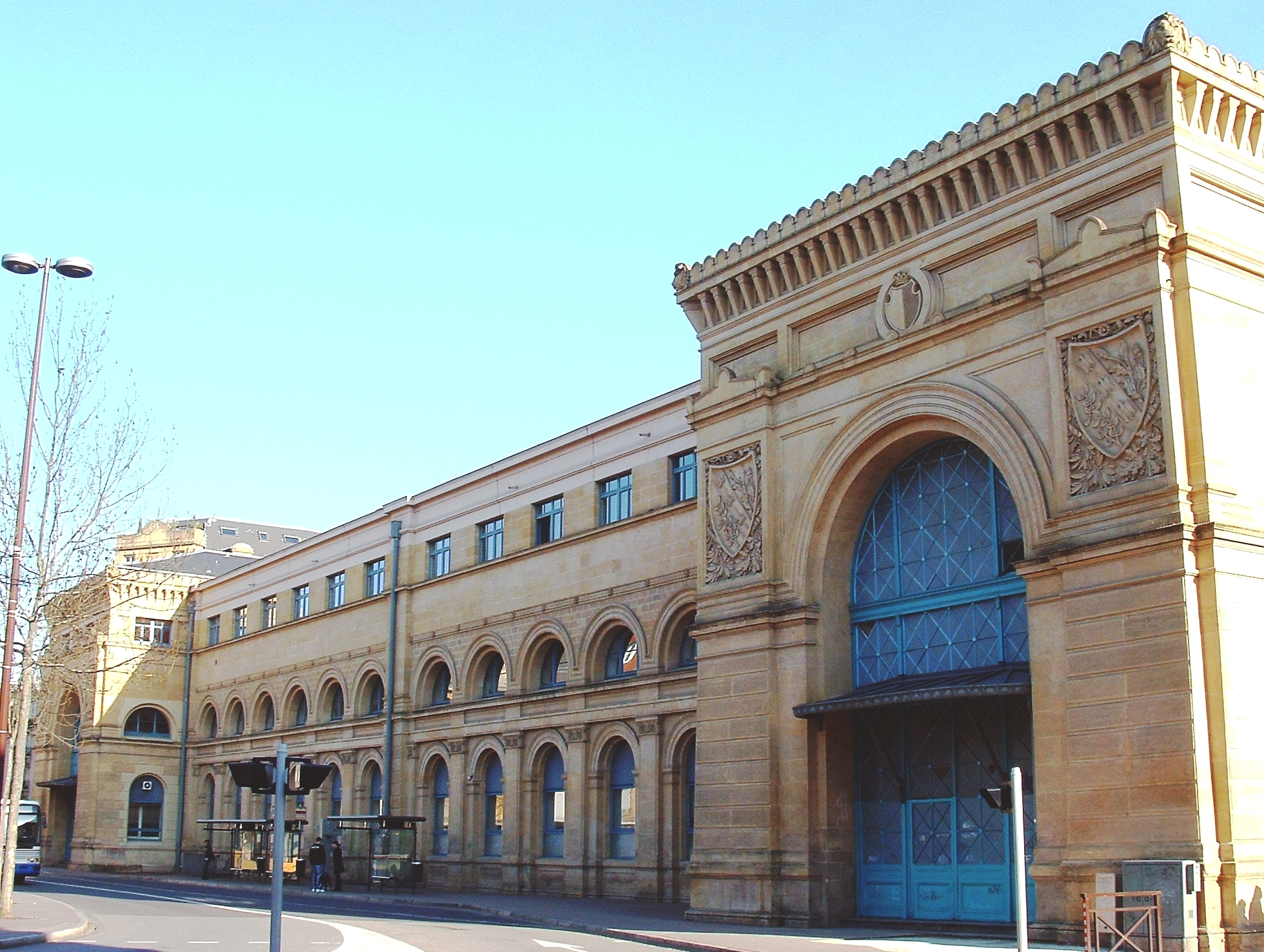
Ancienne gare, place du Roi-George (bâtiment de 1878).

La desserte ferroviaire de Metz, qui débute en 1850, s'articule autour de trois gares qui se succèdent au cours de la deuxième moitié du XIXe siècle et au début du XXe siècle. La gare actuelle, mise en service en 1908, est en fait la troisième gare de Metz. La première gare de Metz, construite provisoirement en bois, est une gare terminus, édifiée vers 1850 à l'extérieur des remparts de la ville, à l'emplacement actuel de la place du Roi-George. En 1871, lors de l'annexion de l'Alsace-Lorraine, la gare est placée sous l'autorité de la Direction générale impériale des chemins de fer d'Alsace-Lorraine (EL) pour être intégrée au réseau ferré allemand. Cette gare ayant été détruite par un incendie accidentel en 1872, il est décidé de construire une nouvelle gare, plus grande et plus fonctionnelle. Ce sera la seconde gare de Metz, connue aujourd'hui comme l'ancienne gare de Metz. Le projet est confié à Johann Eduard Jacobsthal, futur architecte de la gare de Strasbourg-Ville, qui réalise les plans de l'édifice. Le bâtiment est inauguré le 17 juin 1878. Au début du XXe siècle, avec l'accroissement du trafic ferroviaire, l'administration impériale allemande prend la décision de remplacer la gare de 1878, par une gare de plus grande capacité. La troisième gare de Metz, qui sera mise en service en 1908, est toujours en activité.

### Construction et aménagements

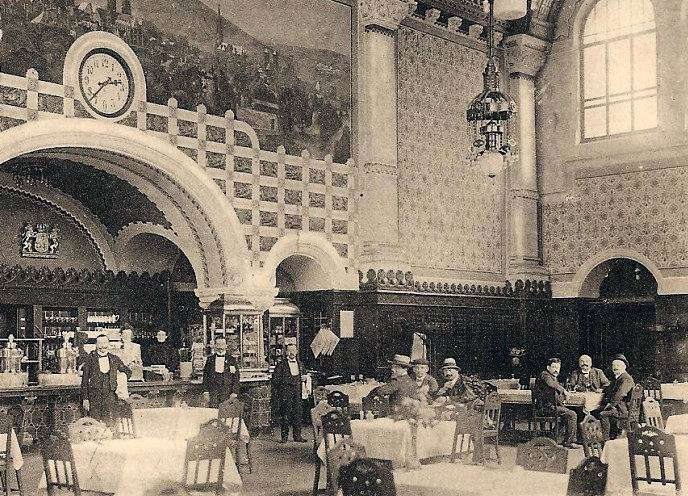
Le buffet de la gare, au début du XXe siècle.

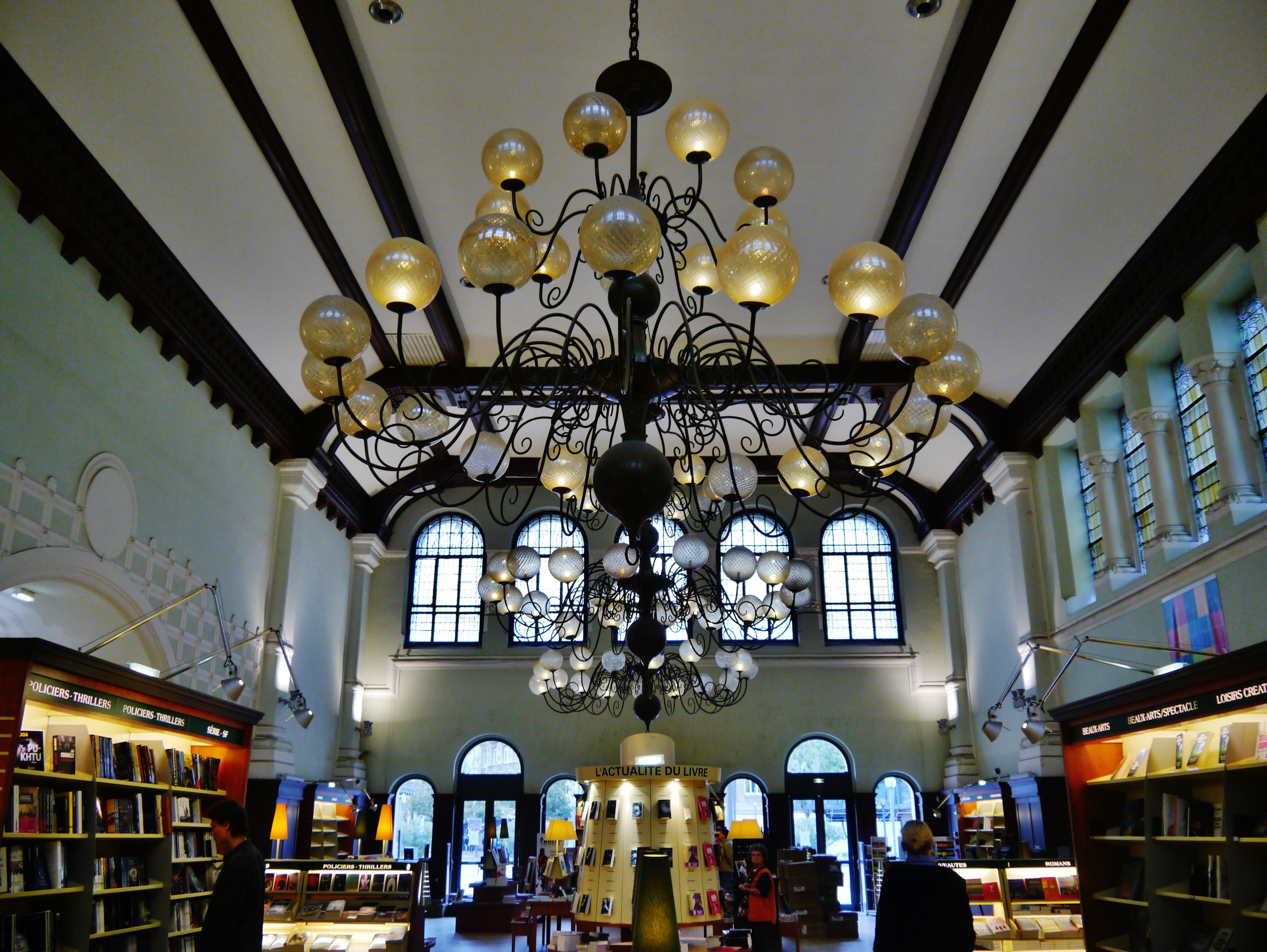
Aujourd'hui, l'ancien buffet est devenu la librairie de la gare.

Le projet est confié à l’architecte berlinois Jürgen Kröger. Édifice résolument fonctionnel, la nouvelle gare monumentale doit répondre à la fois aux besoins des services ferroviaires et aux attentes des usagers. Le bâtiment voyageurs, long de plus de 300 mètres et dont la tour de l’horloge s’élève à 40 m, est édifié de 1905 à 1908 par Jürgen Kröger, assisté des architectes Peter Jürgensen (de) (1873-1954) et Jürgen Bachmann (de) (1872-1951), ainsi que du sculpteur Schirmer, dans un style néo-roman rhénan. Le décor sculpté des façades évoque les conquêtes de la Civilisation et la puissance de l'Empire allemand. La gare est inaugurée le 17 août 1908. Le coût final de la construction s'élève à vingt-neuf millions de marks-or, alors que le cahier des charges initial, prévoyait un budget de 2 190 000 marks-or.

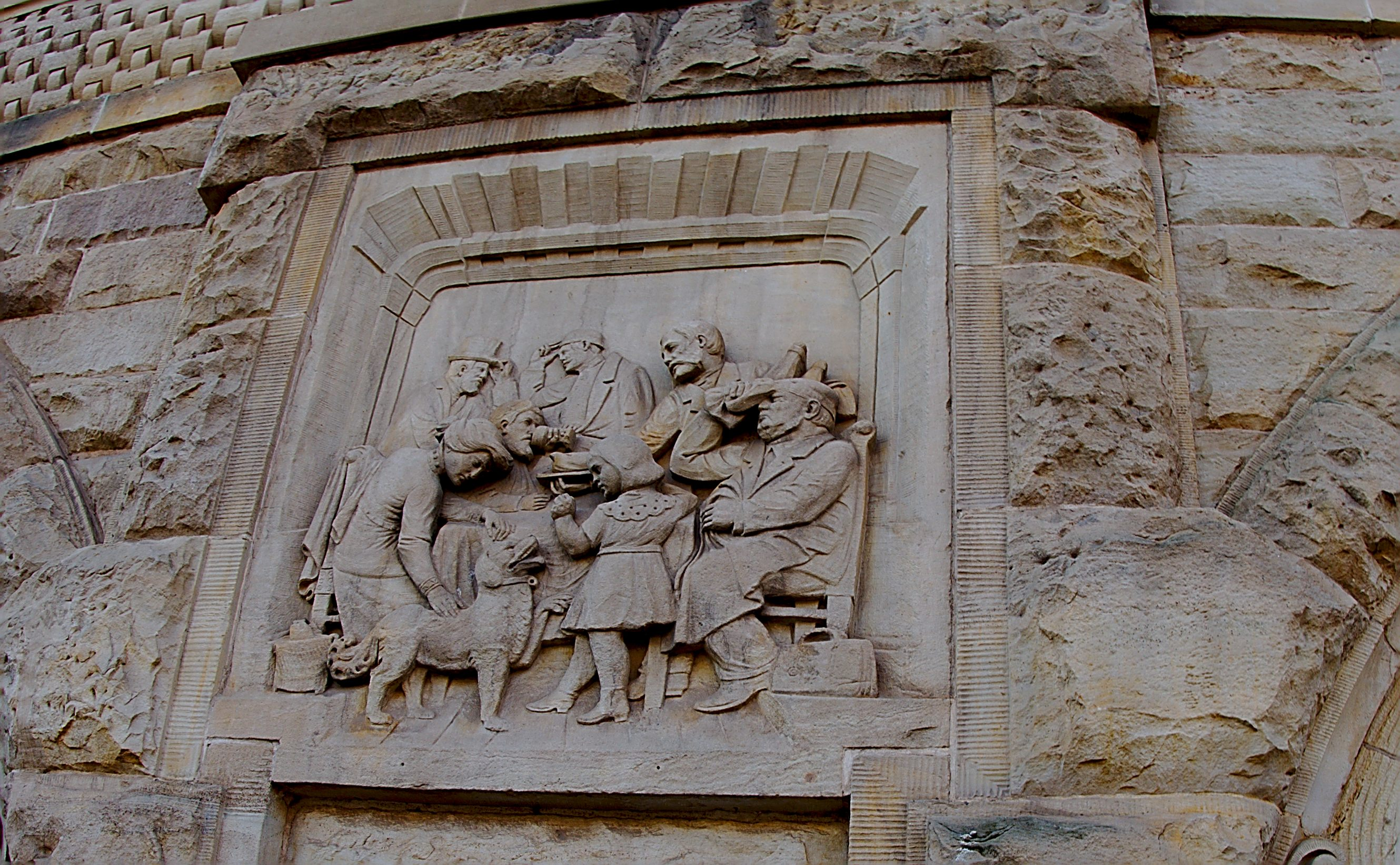
Bas-relief représentant des voyageurs de première classe.

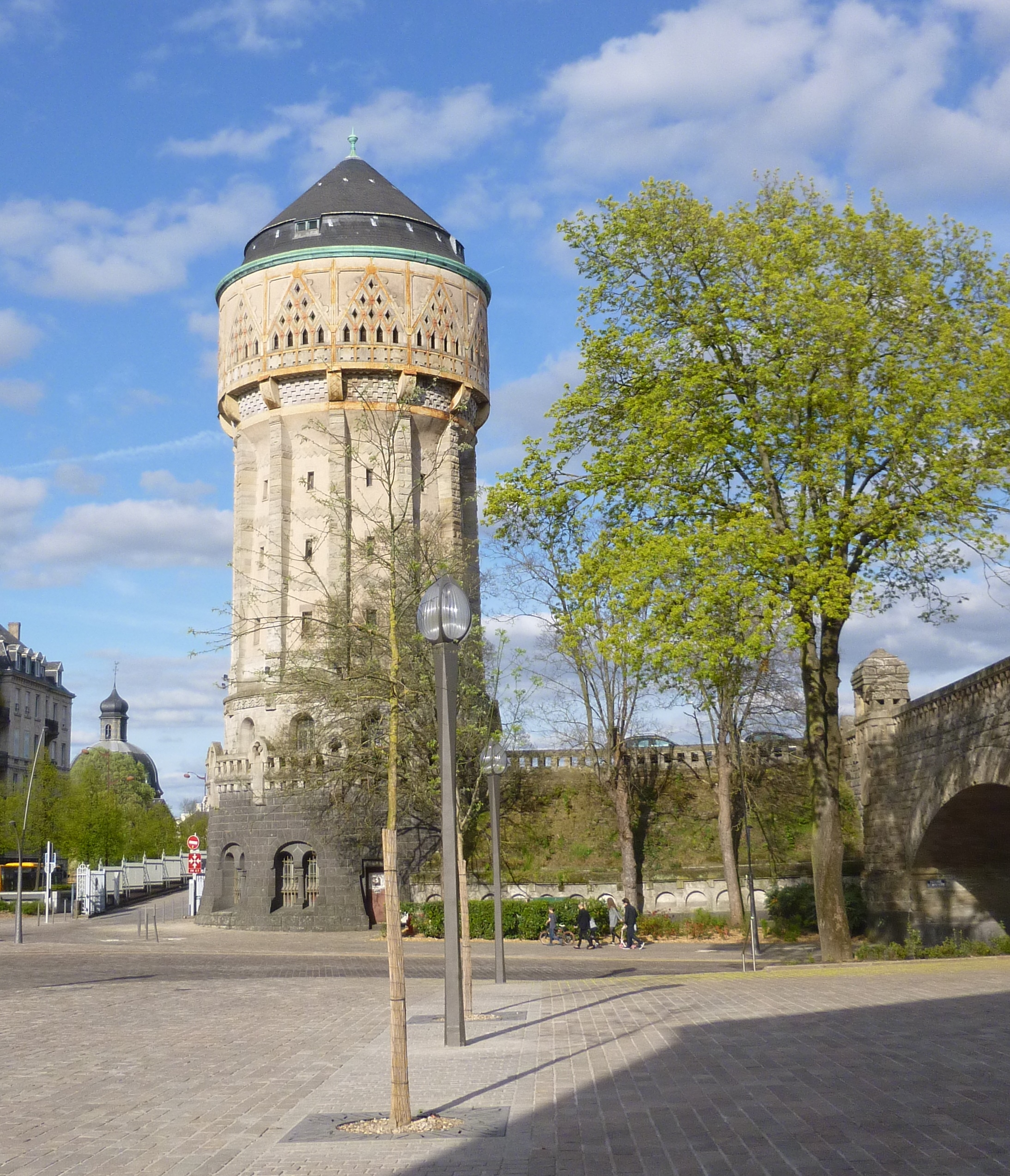
Ancien château d’eau de la gare, qui approvisionnait en eau les locomotives à vapeur.

La fonction première de cette nouvelle gare est militaire. Elle est le terminus de la ligne des canons, une ligne de chemin de fer « stratégique ». Dans l’éventualité d’une guerre avec la France, l’Allemagne doit pouvoir acheminer ses troupes sur la frontière occidentale, en particulier dans le secteur de la Moselstellung, en un minimum de temps. Les nouvelles installations doivent permettre à l’empereur de déplacer 20 000 hommes en vingt-quatre heures. Les quais sont larges et longs, et les voies sont nombreuses. Elle doit permettre le chargement et le déchargement rapide de la logistique et des chevaux d'une armée. Chaque voie dispose d’un quai surélevé pour les voyageurs, à l’origine prévu pour faire embarquer et débarquer les chevaux (cependant, aucun cheval n'aurait pu monter dans un train dans cette gare, faute de place pour installer une passerelle spécifique à leur embarquement) sans différence de niveau avec les wagons, et d’un quai bas de l’autre côté de la voie, actuellement réservé pour le service, mais à l’origine utilisé pour les personnes et les marchandises. De style néo-roman rhénan, la tour isolée, qui se dresse à proximité de la gare, est un château d'eau. Avec une contenance de 300 m3, il servait à alimenter les locomotives à vapeur.

### Aménagements duXXIesiècle
Entre 2002 et 2012, le trafic en gare de Metz a augmenté de 54 %, notamment du fait de l'arrivée du TGV en provenance de Paris en 2007. Afin de faire circuler plus de trains et d’accueillir plus de voyageurs, Réseau ferré de France, en lien avec la région Lorraine, a décidé de poursuivre le développement de la gare en ouvrant deux nouveaux quais. Par ailleurs, des travaux de modernisation des voies ont permis d'augmenter les cadences entre chaque départ. L'objectif, qui était d'accroître l'offre de transports au sein du sillon lorrain (Nancy – Metz – Thionville – Luxembourg) et de renforcer la mobilité transfrontalière, est atteint. Les derniers travaux mis en œuvre ont permis d’absorber 35 % de circulation ferroviaire supplémentaire en 2015. Le budget global du projet s'est élevé à 133,17 millions d’euros, financé à hauteur de 18 % par la région Lorraine, 25 % par l’État et 57 % par réseau ferré de France. La gare de Metz contribue ainsi au développement des relations transfrontalières en Europe.

### Exploitants successifs
Le 19 juin 1919, après la signature du Traité de Versailles, la gare est rattachée à l'Administration des chemins de fer d'Alsace et de Lorraine (AL). Le 1er janvier 1938, cette administration d'État forme avec les autres grandes compagnies la SNCF qui devient alors concessionnaire des installations ferroviaires de Metz. Lors de la Seconde Guerre mondiale, du fait de l'annexion de la Moselle (1940), c'est la Deutsche Reichsbahn qui gère la gare du 1er juillet 1940 jusqu'à la Libération de Metz en novembre 1944.

## Valeur patrimoniale
La gare de Metz a une valeur patrimoniale remarquable, tant d'un point de vue architectural que d'un point de vue culturel.

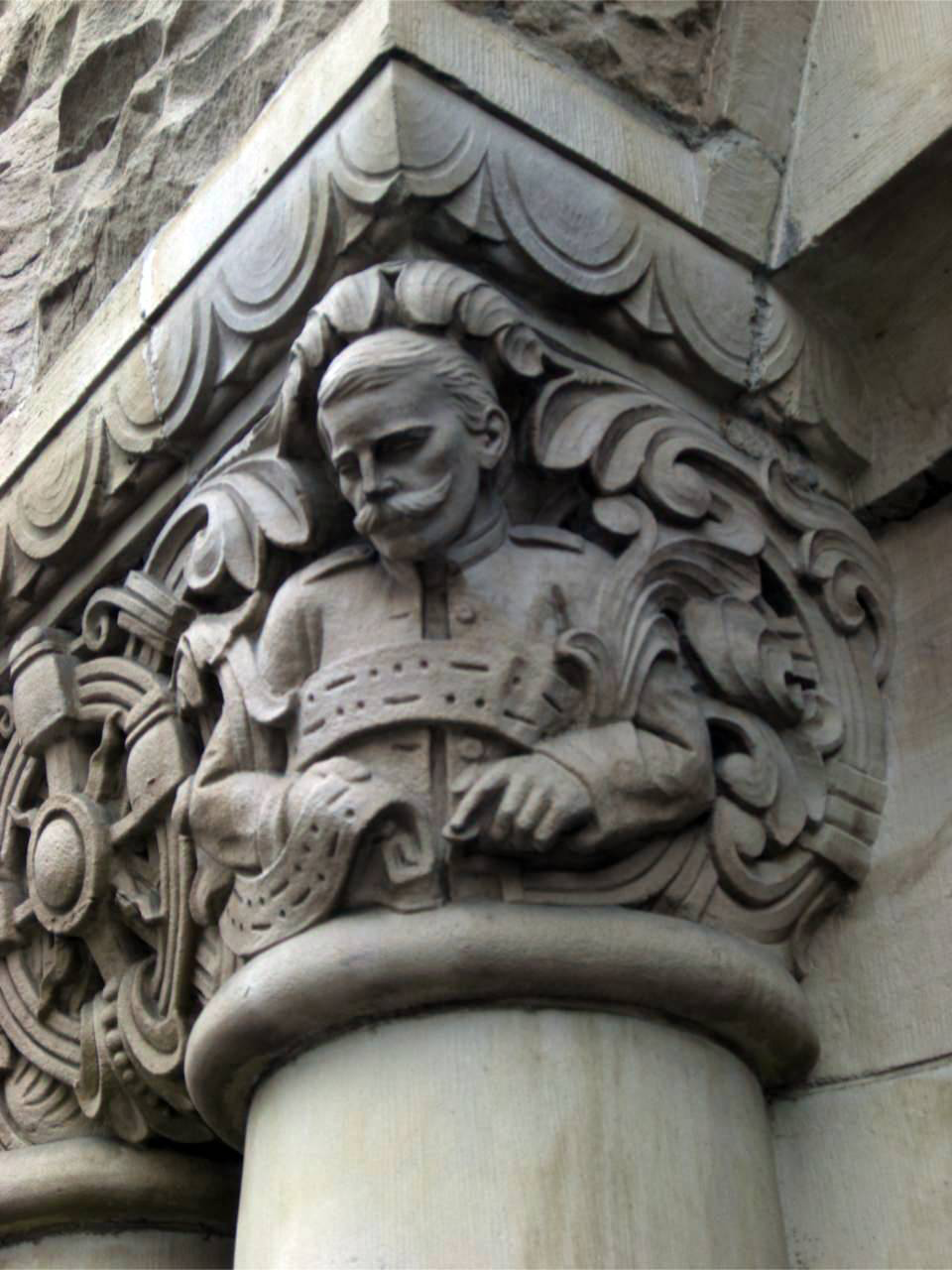
Le télégraphiste actionnant le manipulateur. Détail d’un chapiteau de la façade des arrivées.

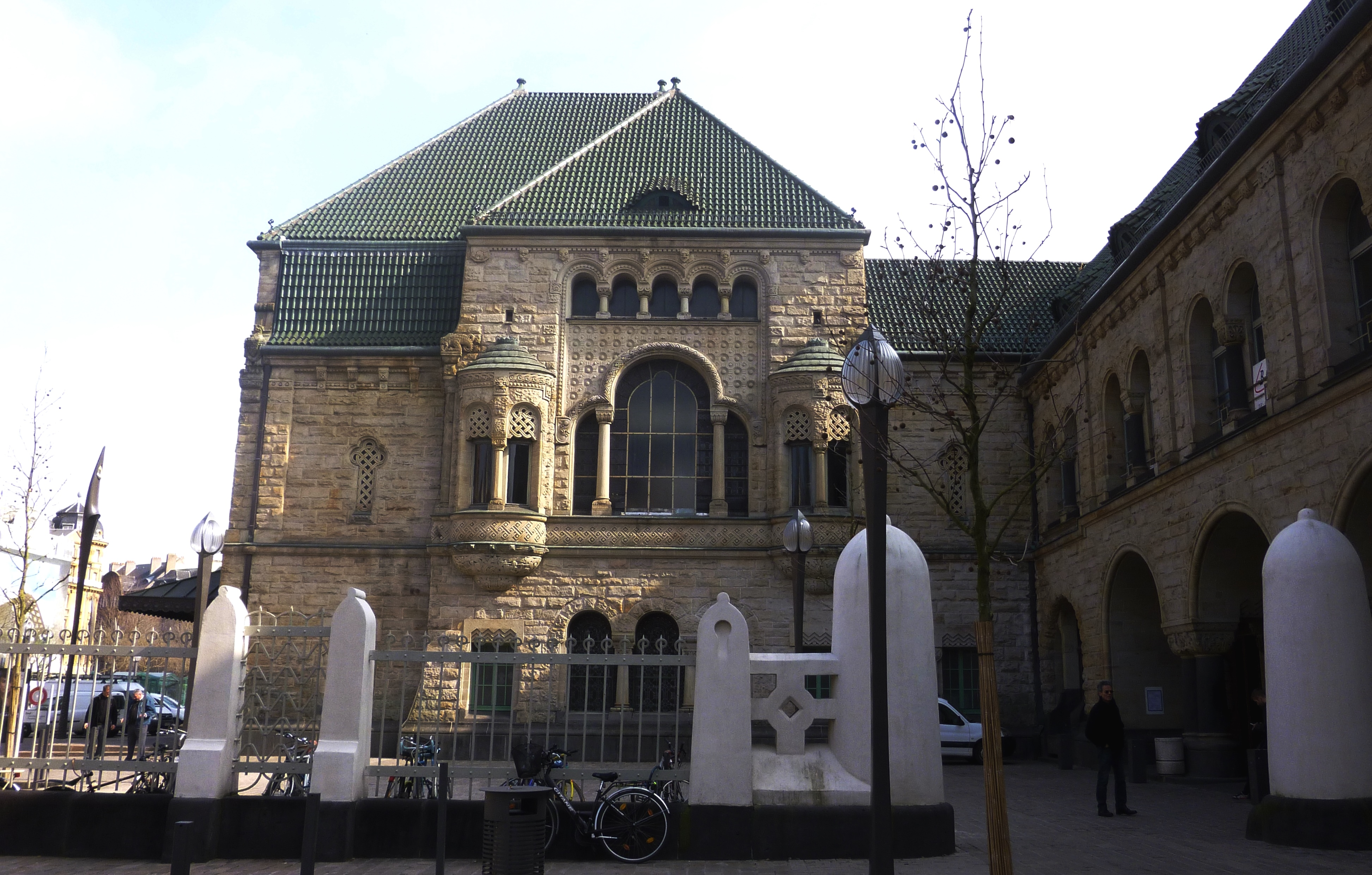
La façade orientale : vitrail du salon impérial (milieu) et entrée du hall des arrivées (droite).

### Patrimoine architectural
La gare de Metz est, avec les gares de Strasbourg et de Colmar, l'une des principales gares du Reichsland Elsaß-Lothringen, nouvelle province de l'Empire allemand. Le bâtiment de la gare de Metz est inscrit monument historique depuis le 15 janvier 1975. Sont protégés, la façade — à l’exception de la verrière — et la toiture sur la place, le hall des départs, le salon d’honneur et l’ancien buffet avec le décor intérieur.
Construite en grès de Niderviller de couleur gris pâle, elle se distingue des bâtiments anciens du centre ville, réalisés en pierre de Jaumont (une pierre calcaire de couleur ocre jaune, très caractéristique) ; de même, se distingue l'hôtel des Postes (se trouvant en face de la gare), quant à lui construit en grès rose des Vosges. Le projet de cette gare a été réalisé par la Société de construction lorraine, entreprise messine.
Le projet architectural lauréat de Jürgen Kröger, « Licht und Luft » (« Lumière et Air »), exprimait initialement une facture franchement art nouveau. Jugé « clair, précis et fonctionnel », son projet dut évoluer pour se conformer à une stylistique romane rhénane qui recueillait l’assentiment de Guillaume II, puisant dans la gloire passée du Saint-Empire sa légitimation ; la parenté formelle avec une église (partie départ), vue de l'extérieur, est la plus frappante pour une gare. Pour la partie droite (buffet et hall des arrivées), c'est un palais impérial qui est évoqué. La gare réinterprète la symbolique des pouvoirs religieux et temporels de l’empereur au Moyen Âge. Guillaume II, qui aimait se rendre dans la cité messine — le Reichsland Elsaß-Lothringen était placé sous son autorité directe —, en aurait esquissé le clocheton de l’horloge d’après la presse de l’époque. Le projet conserva toutefois l’organisation et la disposition spatiale et fonctionnelle des volumes.
Attenant au salon d’honneur, le buffet de la gare est l’occasion d’un décor de boiseries travaillées et de frises peintes. Des scènes de victuailles où la représentation sociale des personnages répond avec emphase à la tripartition en classes de voyageurs, viennent s’ajouter aux bas-reliefs illustrant les thèmes du voyage, des moyens de communication et de transports, avec des références orientales,. Les personnages émergent des entrelacs courbes de rinceaux sur lesquels ils s’accrochent parfois, les enjambent et vont jusqu’à se donner la main entre deux chapiteaux voisins.

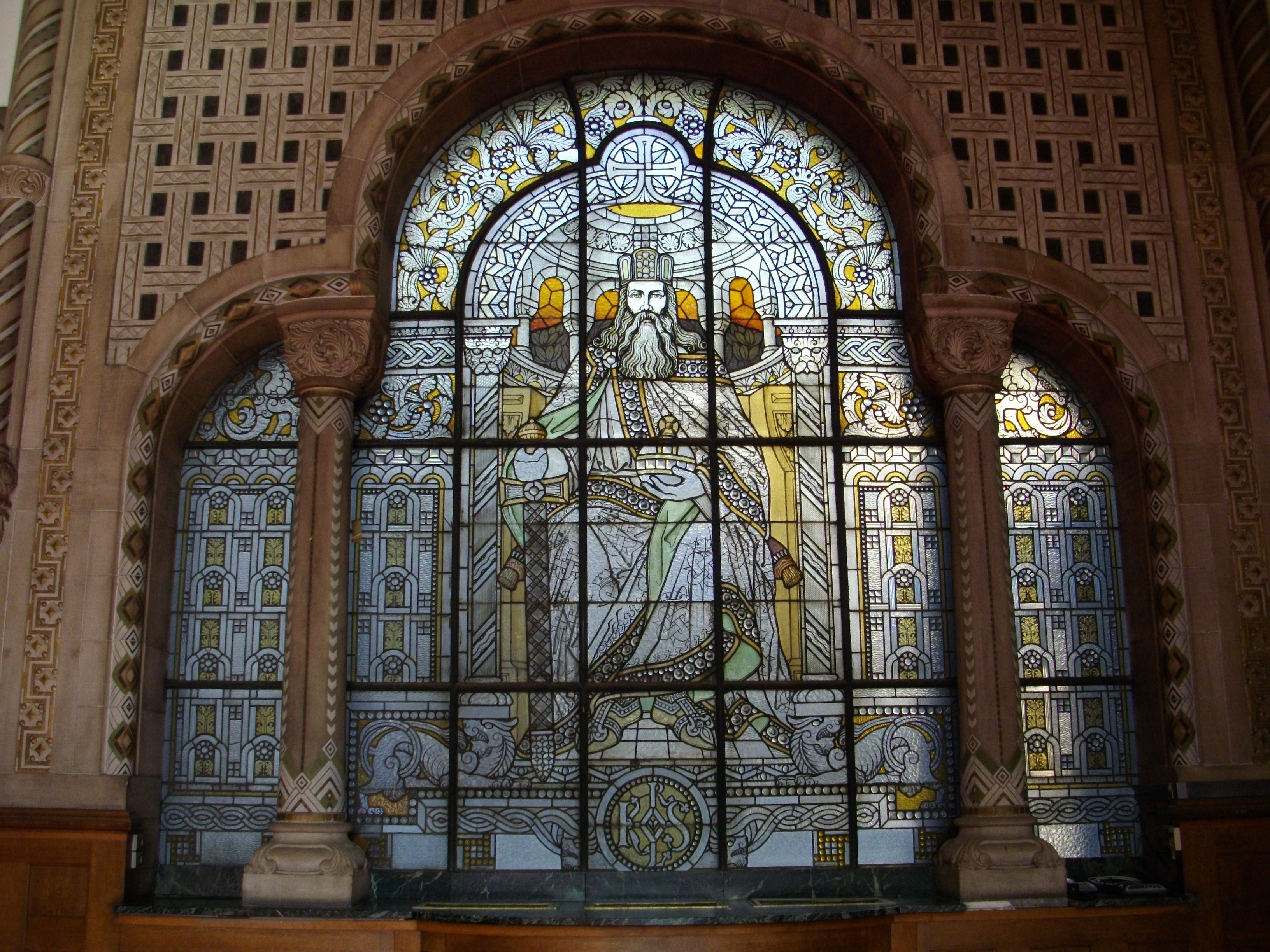
Vitrail de Charlemagne dans le salon de l’empereur Guillaume II (empereur allemand).

Une profusion de détails sculptés, la statuaire, ou encore les vitraux évoquant la protection de Charlemagne, en écho aux origines locales de la dynastie carolingienne, soulignent la dimension symbolique insufflée à l’édifice. Le vitrail voisin de celui dit « Charlemagne » représentant l'aigle impérial allemand, visible depuis le parvis devant le hall des arrivées, disparaît au retour de Metz à la France étant donné la force du symbole. Ceci n’a pas manqué de donner lieu à des mutilations adverses en 1918, puis lors de la deuxième annexion. Ainsi, la statue monumentale placée à l’angle de la tour de la gare représentait, jusqu’en 1919, le comte Haeseler en chevalier Roland. Cette sculpture monumentale fut d’ailleurs reprise par la propagande impériale durant la Première Guerre mondiale pour sa valeur hautement symbolique.
Initialement deux halles métalliques abritaient les quais, une troisième sera ajoutée après l'inauguration de 1908. Les minces voiles de béton qu’elles supportaient s’étant fragilisées et la vapeur des locomotives entraînant la corrosion du métal, les marquises sont démantelées progressivement dès 1955. Une dalle en béton armé s’y est substituée en 1974. Selon les préoccupations urbanistiques de l’époque, elle a ainsi été aménagée en parc de stationnement aérien accessible par une rampe hélicoïdale.
Longtemps, l’esthétique démonstrative de la gare, au parti architectural affirmé, lui valut la désaffection d'une partie de la population française. Dès son inauguration, dans la lignée des écrits revanchards d’avant-guerre, l'écrivain nationaliste français Maurice Barrès utilisera un vocabulaire outrancier pour la tourner en dérision, trahissant ainsi l'esprit revanchard et germanophobe, répandu en France à la Belle Époque.
Néanmoins, l’urbanisme du quartier de la Neustadt ou Nouvelle ville, dont la gare constitue le point de confluence, est très novateur et d’une grande qualité. Cette composition urbaine s’organise, avec le démantèlement de l’enceinte bastionnée, de part et d’autre d’un boulevard circulaire (actuelle avenue Foch) planté d’arbres, assurant une jonction douce (graduation des gabarits construits) avec les quartiers préexistants.
La gare et son château d’eau, également protégé, prennent assise sur 3 034 pieux de fondation de dix à dix-sept mètres de profondeur, réalisés en béton armé suivant le procédé que venait de mettre au point l’ingénieur français François Hennebique.

### Patrimoine culturel

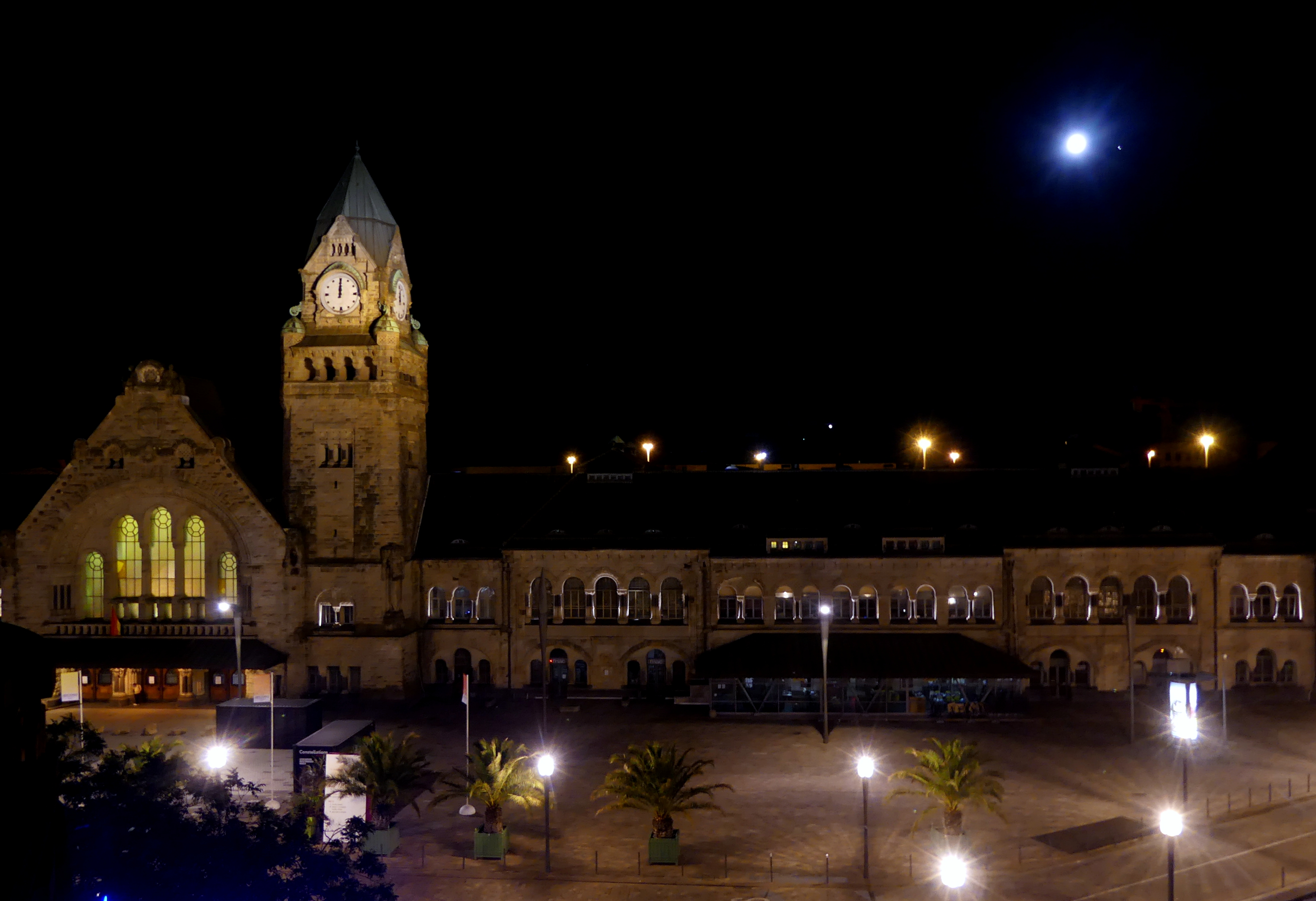
La gare, vue de nuit depuis la poste centrale.

La gare a remporté le premier Prix spécial des Gares du Conseil national de villes et villages fleuris en 2007, devant la gare d'Auch.
Elle est élue « plus belle gare de France » à trois reprises par les internautes, à la suite d'un concours organisé sur Facebook par SNCF Gares & Connexions ; elle était opposée à la gare de La Rochelle lors de la finale en 2017, puis à la gare de Limoges-Bénédictins en 2018 et à celle de Saint-Brieuc en 2021. De même, elle remporte le concours « plus belles histoires de gares » en 2024, face aux gares de Limoges-Bénédictins et de Valençay.

Si le style architectural de la gare est maintenant totalement réhabilité, la gare n'a pas toujours été appréciée à sa juste valeur. Figure de proue de la Revanche contre l'Allemagne victorieuse en 1871, Maurice Barrès donne, dans Colette Baudoche, une description vitriolée de la gare de Metz, blâmant le style didactique et pédagogique du pouvoir impérial allemand, et n’hésitant pas à qualifier de « tourte » au « style colossâl » l'édifice de Jürgen Kröger :
« La gare neuve où l’on débarque affiche la ferme volonté de créer un style de l’empire, le style colossâl, comme ils disent en s’attardant sur la dernière syllabe. Elle nous étonne par son style roman et par un clocher, qu’a dessiné, dit-on, Guillaume II, mais rien ne s’élance, tout est retenu, accroupi, tassé sous un couvercle d’un prodigieux vert-épinard. On y salue une ambition digne d’une cathédrale, et ce n’est qu’une tourte, un immense pâté de viande. La prétention et le manque de goût apparaissent mieux encore dans les détails. »
Plusieurs écrivains et artistes ont cependant rendu hommage à l'édifice. Adrienne Thomas évoque avec émotion la gare de Metz, dans son ouvrage Die Katrin wird Soldat. Bernard Lavilliers a chanté Le buffet de la gare de Metz dans l'album Le Stéphanois en 1975, évoquant une atmosphère enfumée et étrange de ce rare lieu ouvert tard la nuit. Gilles Taurand a relié, à la gare de Metz, l’énigme du narrateur de son roman, publié en 2005, Exécution d’un soldat en gare de Metz. Enfin, l'imagerie d'Épinal a réalisé une vue de la façade de la gare.
En 2014, est inaugurée une œuvre contemporaine de l'artiste allemand Stephan Balkenhol, qui rend hommage à Jean Moulin, dont le décès aurait été constaté le 8 juillet 1943 en gare de Metz. Elle représente le résistant en pied, entouré de trois autres résistants anonymes : « l’Armée des Ombres ». Des historiens affirment cependant que Jean Moulin n'est jamais monté dans un train en partance pour Berlin et qu'il est mort à Neuilly.
Le 21 mars 2021, une statue du général de Gaulle, réalisée par la sculptrice Élisabeth Cibot et scellée la veille, est inaugurée devant la gare sur la place du même nom, par le maire François Grosdidier. L'ancien premier ministre Alain Juppé, qui devait également participer à cette cérémonie, est absent car confiné à Paris du fait de la pandémie de Covid-19. Cependant, le nom de ce dernier reste gravé sur l'inscription figurant au verso du socle de la statue : « Œuvre d'Élisabeth Cibot inaugurée le 20 mars 2021 par Alain Juppé, ancien Premier ministre, et François Grosdidier, Maire de Metz. » Le recto du socle porte quant à lui l'inscription « Général Charles de Gaulle 1890-1970, « Metz a été martyrisée, torturée, déchirée. Mais pas une minute, Metz n'a renoncé à la France », visite du 11 février 1945 à Metz », accompagnée de la croix de Lorraine.

## Fréquentation
De 2015 à 2024, selon les estimations de la SNCF, la fréquentation annuelle de la gare s'élève aux nombres indiqués dans le tableau ci-dessous.
| Année                      | 2015       | 2016       | 2017       | 2018       | 2019       | 2020      | 2021      | 2022       | 2023       | 2024       |
| -------------------------- | ---------- | ---------- | ---------- | ---------- | ---------- | --------- | --------- | ---------- | ---------- | ---------- |
| Voyageurs                  | 7 121 214  | 6 999 919  | 7 327 159  | 7 035 904  | 7 600 267  | 4 687 126 | 5 959 695 | 8 302 189  | 9 407 728  | 9 515 104  |
| Voyageurs et non voyageurs | 10 320 600 | 10 144 811 | 10 619 071 | 10 196 963 | 11 014 880 | 6 792 936 | 8 637 240 | 12 032 158 | 13 634 389 | 13 790 006 |

## Service des voyageurs

### Accueil

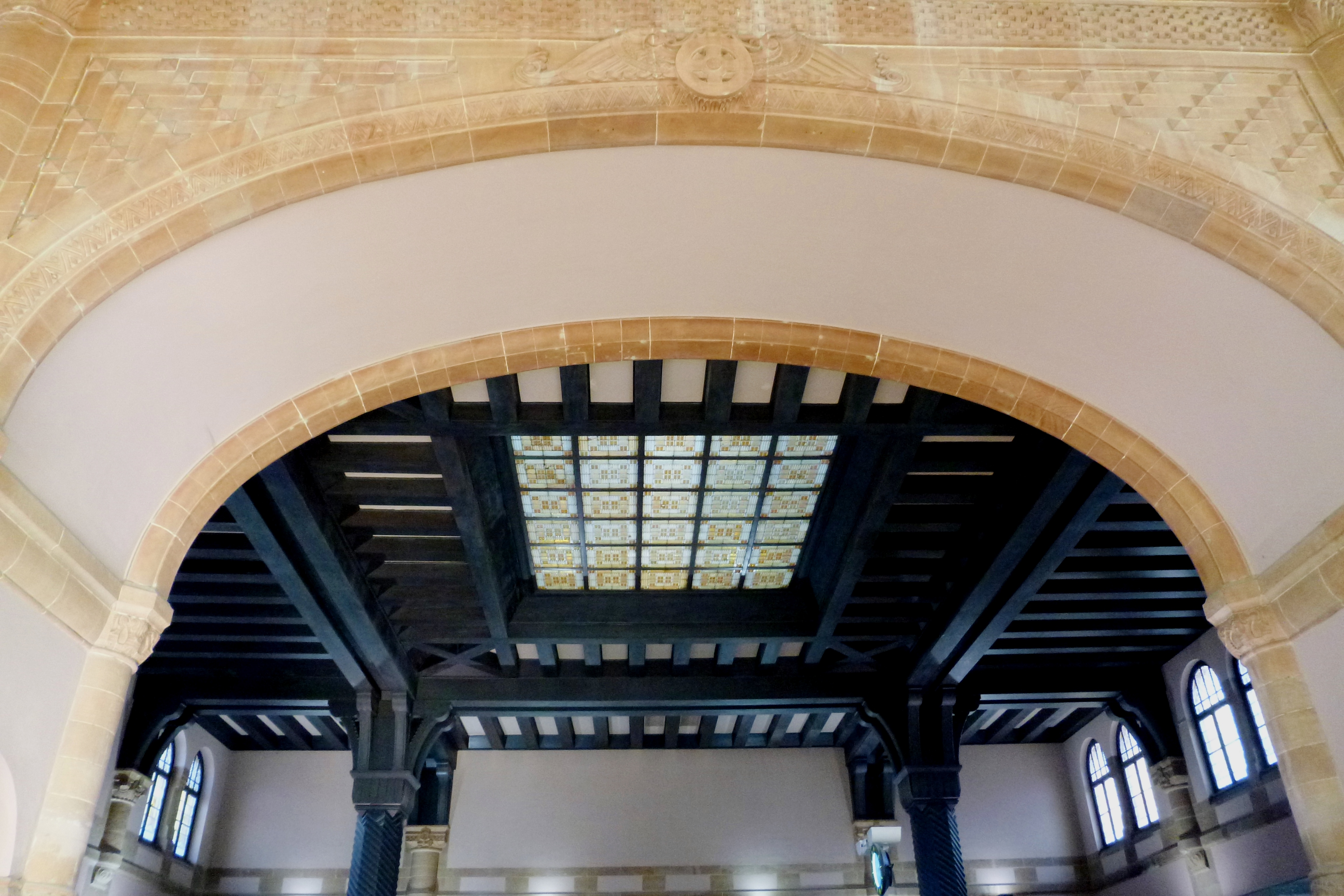
Plafond de l'aile gauche du grand hall.

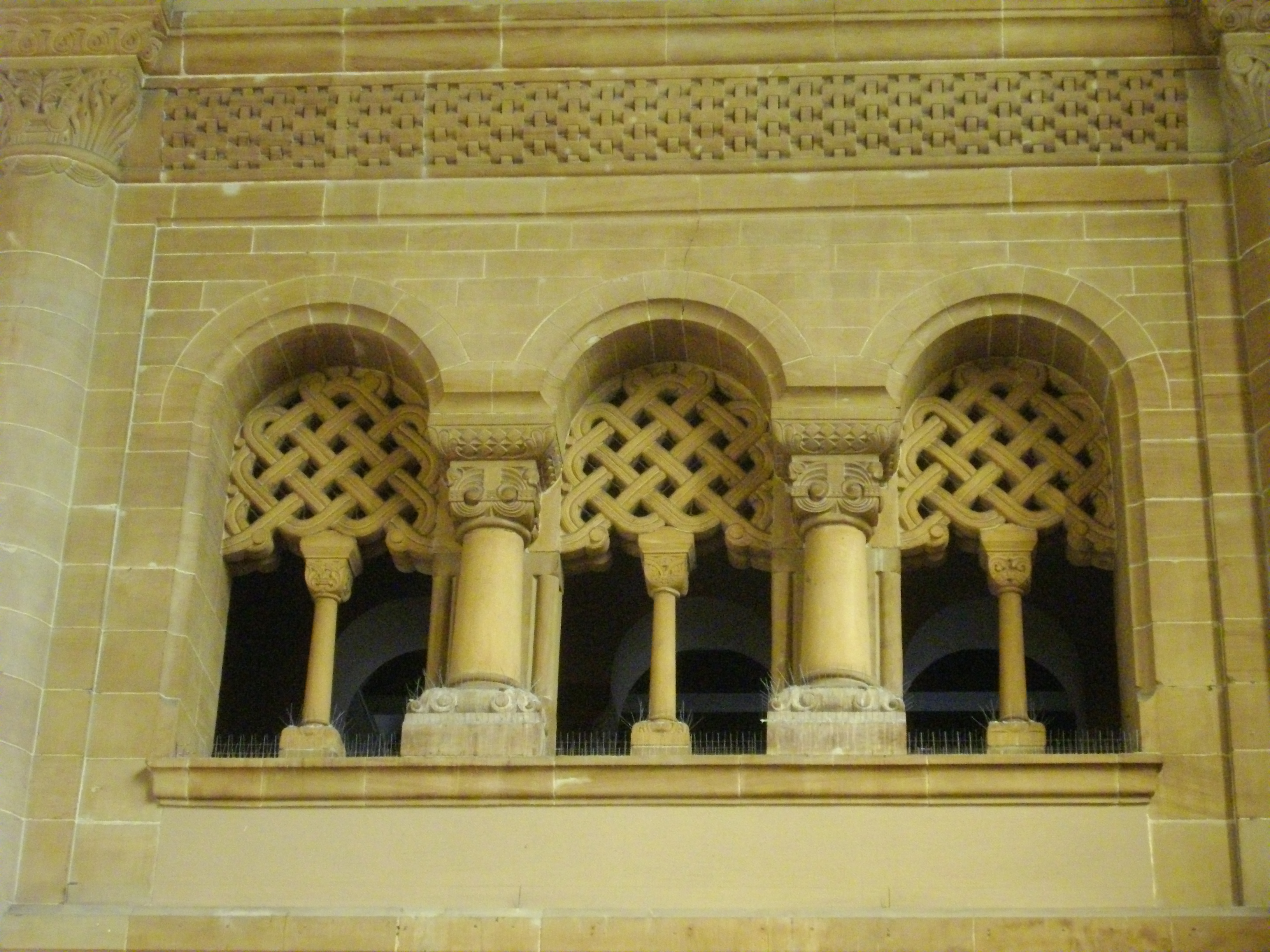
Arcade à entrelacs du hall Jean Moulin, ancien hall des départs.

Gare SNCF, elle dispose d'un bâtiment voyageurs, avec guichets, ouvert tous les jours. Elle est équipée d'automates pour l'achat de titres de transport. C'est une gare « ACCES TER LORRAINE METROLOR » disposant d'aménagements, d'équipements et de services pour les personnes à mobilité réduite.
Dans le hall prennent place divers commerces et services, notamment : deux bars-restaurants-brasseries, un tabac presse, une librairie, une boulangerie, une agence de location de véhicule, un stand de location de vélos, une supérette, diverses boutiques, un distributeur de billets de banque, un photomaton et des toilettes publiques payantes gardées.

### Accès aux voies

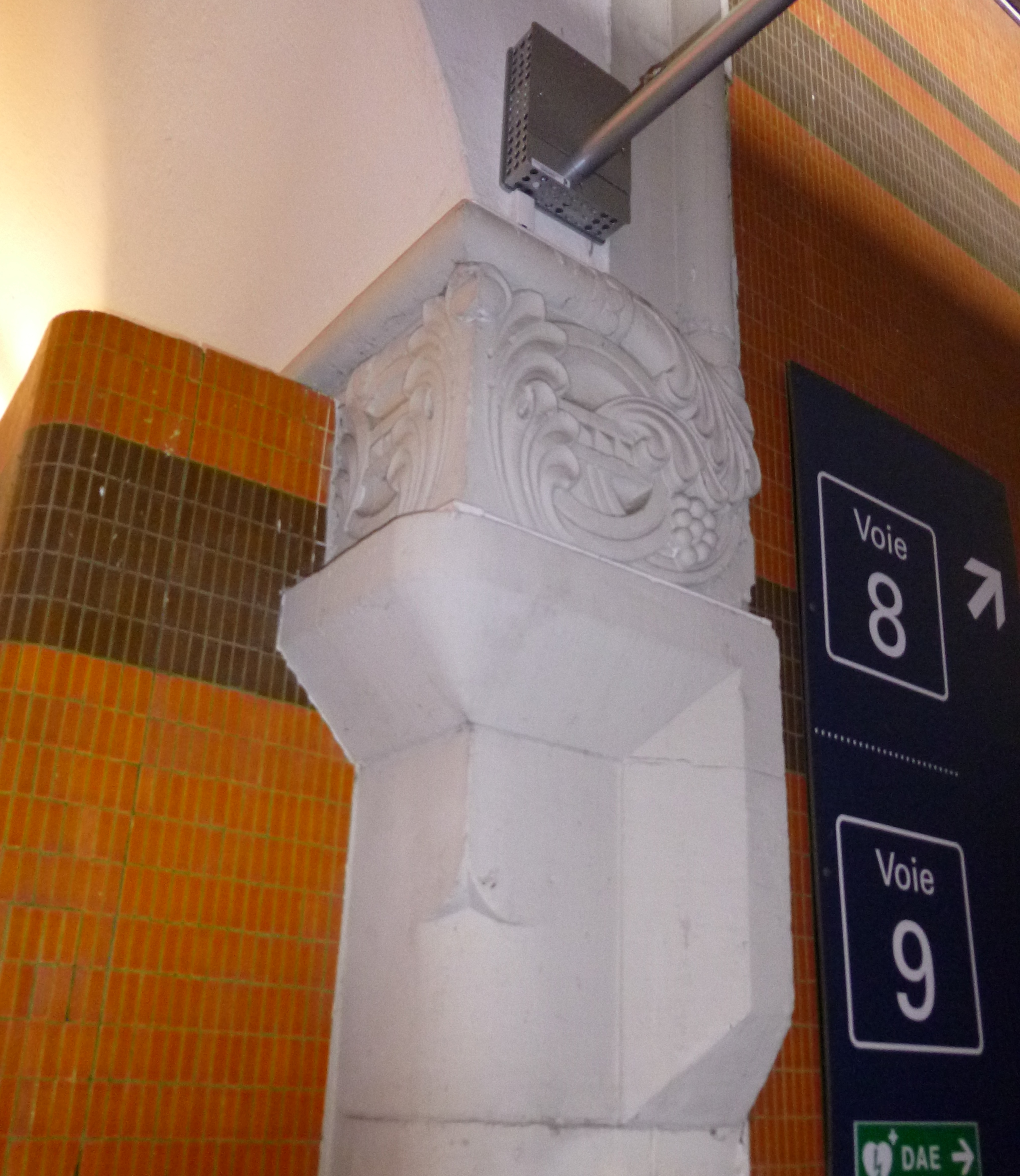
Exemple de frise du début du XXe siècle, visible dans les passages de la gare.

Deux passages souterrains permettent aux voyageurs d'accéder aux 10 voies dont dispose la gare. Ils traversent entièrement la gare dans un axe Nord-Sud.
Le premier passage baptisé passage Jürgen-Kröger, du nom de l’architecte ayant bâti la gare, relie la place du Général-de-Gaulle au quartier de l'Amphithéâtre et au Dépose-Minute Gare Sud. L'extrémité de ce passage avait été condamnée au moment de l’électrification de la gare en 1954. Après 11 mois de restauration, il a été de nouveau ouvert le 5 octobre 2012 à l'occasion de la nuit blanche.
Le second passage baptisé « passage Adrienne-Thomas », du nom d'une aide soignante engagée volontaire en 1915 et 1916, relie la station de Taxis située rue La Fayette au quartier de l'Amphithéâtre et au pôle d'échange multimodal. Une passerelle située sortie sud permet aux voyageurs de rejoindre directement le parvis des droits de l'Homme et le Centre Pompidou-Metz.

### Desserte

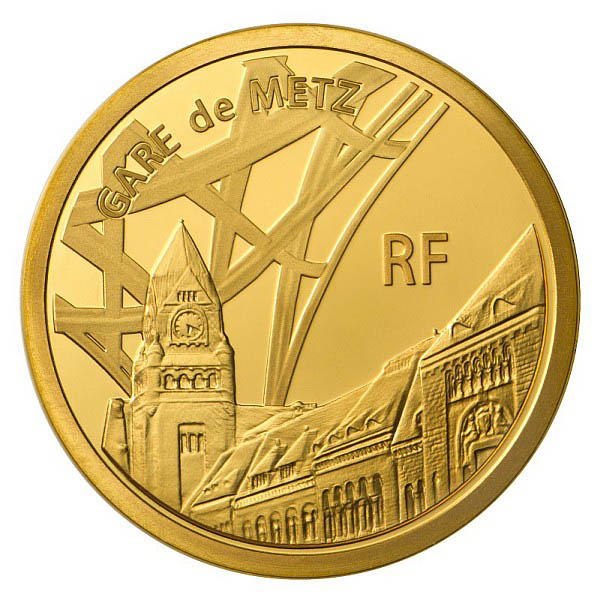
Pièce commémorant l'arrivée du TGV Est à Metz.

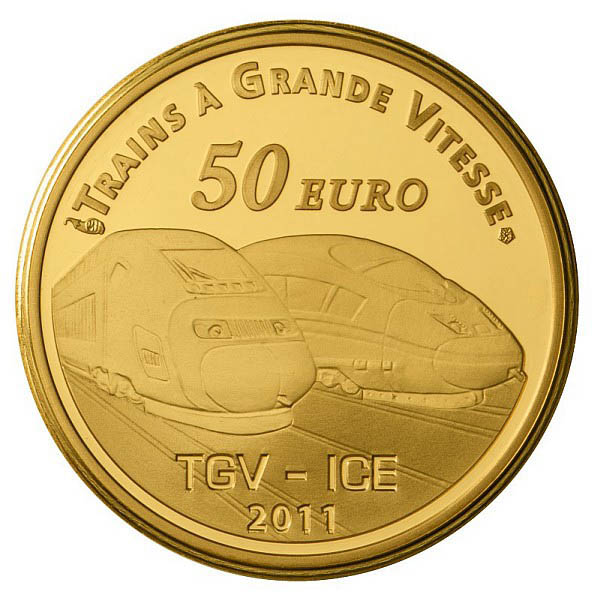
Avers de la pièce commémorative précédente.

Depuis le 10 juin 2001, la gare bénéficie du service TGV entre la ville et Nice, en remplacement du service Corail. Le 25 juin 2006, par anticipation du TGV Est, le premier TGV Paris – Metz – Luxembourg circule, mais alors uniquement sur la ligne classique. Depuis le 10 juin 2007, la gare est reliée à Paris en 1 h 23 via la LGV Est européenne. Entre la gare de Lorraine TGV et la gare de Metz-Ville, une navette routière fait le trajet en une demi-heure. Avec la réalisation du second tronçon de la LGV Est, un TGV Luxembourg – Thionville – Metz – Strasbourg, prolongé vers Marseille ou Montpellier via Lyon, a été mis en place ; il emprunte en outre la LGV Rhin-Rhône. Le projet d'itinéraire à grande vitesse entre Metz et Lyon, via un raccordement à cette dernière LGV, est à l’étude pour connaître le meilleur passage, c'est-à-dire via Neufchâteau ou via Épinal.
Depuis le 14 décembre 2008, les trains de nuit vers Berlin, Munich et Hambourg font un arrêt dans la gare, ainsi que le Transeuropean Express, depuis décembre 2011, vers Brest (Biélorussie), Minsk et Moscou. Depuis décembre 2012, ces trains ne desservent plus Metz.
Les TER en partance de Metz relient avec une grande fréquence Nancy vers le sud, Thionville vers le nord. De nombreux trains rallient également Luxembourg, l’Allemagne (Trèves et Sarrebruck) et toutes les autres directions. Par ailleurs, les principales villes des Vosges (Épinal, Saint-Dié-des-Vosges et Remiremont) sont desservies par un aller-retour quotidien avec Metz.
La gare possédait un terminal du service auto-train, fonctionnant uniquement en été (du 15 juin au 15 septembre). Les liaisons se faisaient vers Avignon, Fréjus, Nantes, Auray, Bordeaux, Biarritz et Narbonne. L’aller s’effectuait dans la nuit du vendredi au samedi tandis que le retour avait lieu dans la nuit du samedi au dimanche. Ces liaisons ont été supprimées.
Depuis décembre 2009, un aller-retour supplémentaire Paris – Metz a été prolongé vers Thionville et Luxembourg. La desserte de la ville vers Paris devrait être également renforcée le week-end. De plus, un aller-retour Metz – Montpellier a été mis en place en TGV à la place d'un train Corail Metz – Lyon-Part-Dieu, et le train Intercités de nuit Metz – Portbou a été prolongé jusqu'à Luxembourg (ce dernier a été supprimé en 2016).
En 2012, la desserte vers le Sud-Est a été simplifiée et se résume à trois TGV : un pour Marseille (et Nice ; desserte supprimée en décembre 2018), un pour Montpellier et un autre pour Marseille ; tous ces TGV desservent Dijon et Lyon.
Les EuroCity Iris et Vauban, qui reliaient Bâle à Bruxelles via Colmar, Strasbourg, Metz et Luxembourg, sont supprimés le 3 avril 2016 (dernier jour de circulation le 2 avril) en prévision de la mise en service du second tronçon de la LGV Est européenne. Les TER 200 de la relation Bâle – Strasbourg – Metz – Luxembourg (ancien EuroCity Jean Monnet) sont supprimés à la même date.

#### TGV

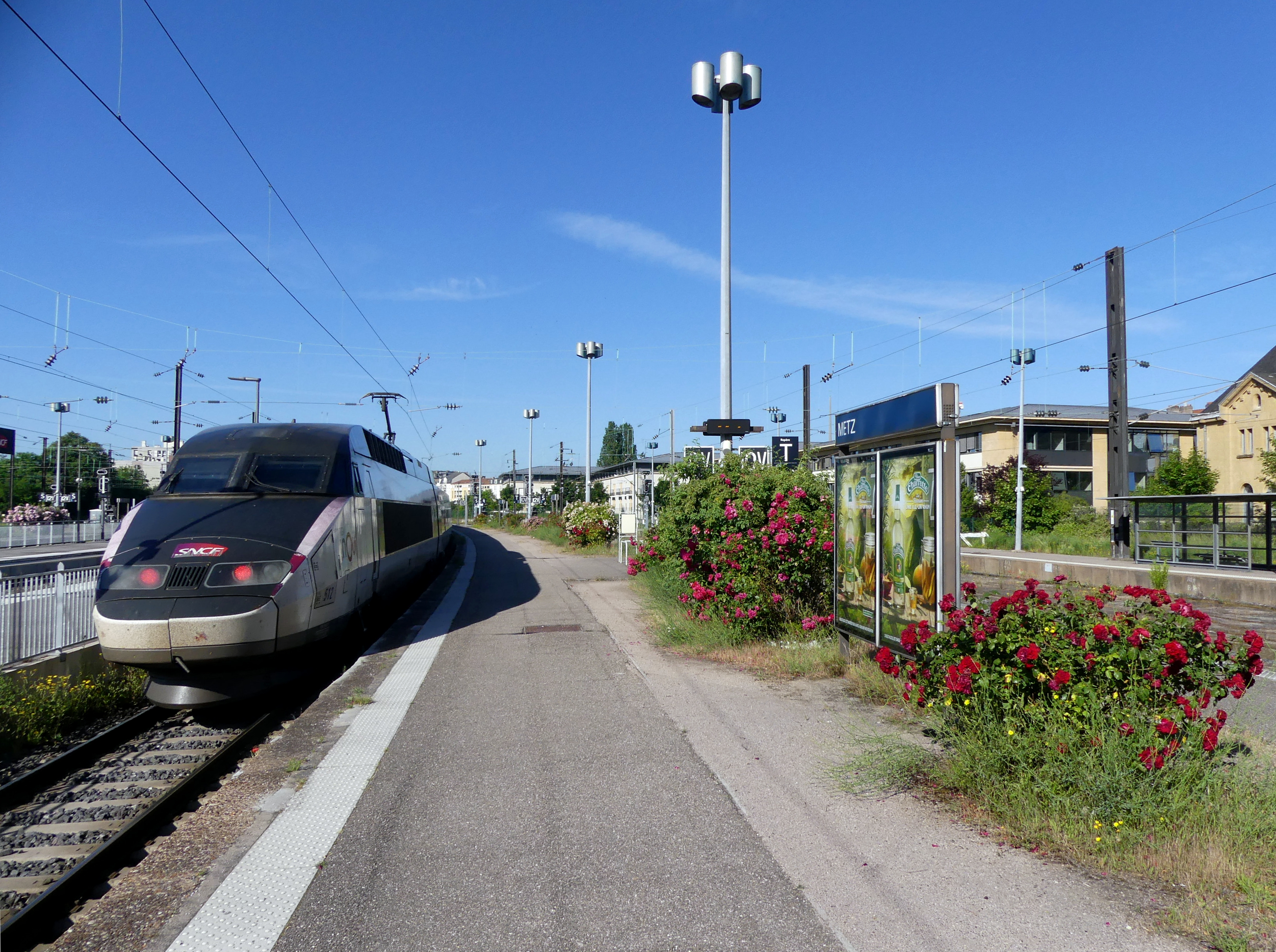
Un TGV pour Paris, quittant la gare.

La gare est desservie par les liaisons TGV suivantes :
- TGV inOui :
  - Paris-Est – Metz – Sarrebourg – Saverne – Strasbourg,
  - Paris-Est – Metz / Thionville – Luxembourg,
  - Luxembourg – Thionville – Metz – Strasbourg – Mulhouse – Dijon – Lyon – Marseille / Montpellier,
  - Metz – Strasbourg – Mulhouse – Dijon – Lyon – Montpellier ;

- Ouigo : Paris-Est – Metz – Strasbourg.

#### TER

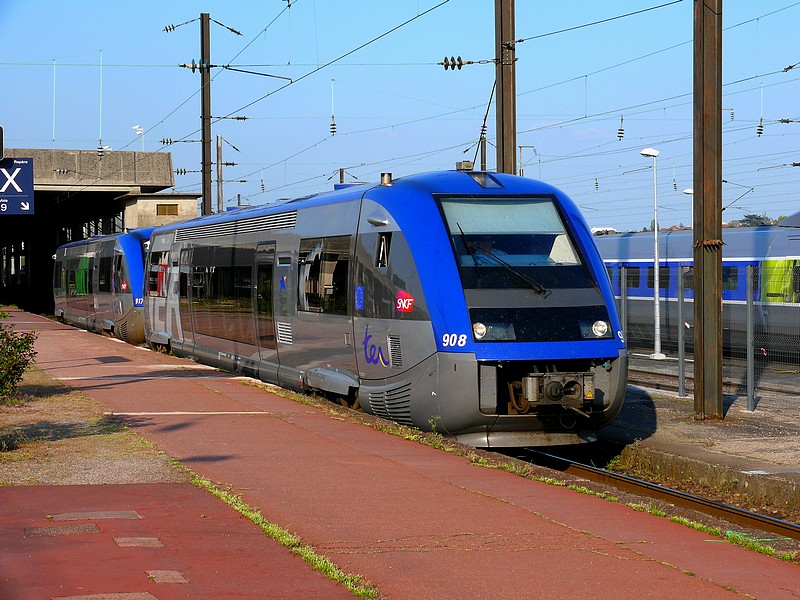
Un TER pour Sarrebruck, en 2007.

Les liaisons par trains express régionaux (réseau TER Grand Est) desservant la gare sont les suivantes :
- Nancy – Metz – Thionville – Luxembourg ;
- Metz – Nancy – Épinal – Remiremont ;
- Metz – Saint-Avold – Forbach – Sarrebruck ;
- Metz – Rémilly – Béning – Sarreguemines ;
- Metz – Morhange – Sarrebourg – Strasbourg ;
- Metz – Bar-le-Duc – Châlons-en-Champagne – Épernay ;
- Metz – Jarny – Verdun.

## Service des marchandises
Cette gare est ouverte au service du fret.